# David Mandel
David Neerup Mandel  (født 3. januar 1981) er en dansk journalist og tidligere radiovært på P3. Han er kendt for radioprogrammerne Gandhi, som han lavede sammen med komikeren Christian Fuhlendorff, Sara og David sammen med Sara Bro og P3 med David Mandel.
Han gik på Marie Kruses Skole fra 1997-2000. Siden studerede han på Danmarks Journalisthøjskole fra 2005-2009. I 2006 startede han i DR som praktikant på De Sorte Spejdere.
Programmet Gandhi blev nomineret til Årets radioprogram til Zulu Awards i 2015, men tabte til Go' morgen P3. I en udgave af programmet afslørede han, at han tjente 47.830 kr om måneden.
Mandel sagde op i DR i efteråret 2017 og havde sidste arbejdsdag i 31. januar 2018.
Sammen med komikeren Anders Nielsen har han lavet podcasten Byggepladsen.

## Privat
Han blev far i 2016. Han blev gift med Camille Gudmand Lange i sommeren 2017, på trods af, at han havde været hende utro nogle år for inden. Sammen har de lavet podcasten Hvad er der nu galt?.